# Reinaldo Montalvão
Reinaldo Montalvão Neto (São Paulo, 3 de agosto de 1991) é um ator, diretor, youtuber e humorista brasileiro, formado em artes cênicas e rádio e TV. Ficou conhecido por conta de sua personagem Natty Hills, atuando nas séries Queens of Brazil e It's Cool, bem como no canal "Natty Hills" no YouTube. Em 2019 a personagem detinha 21 milhões de visualizações na internet.
Em 2022 atuou, produziu, roteirizou e dirigiu também o filme intitulado “ASSAS!NATAL”.

## Carreira
Reinaldo Montalvão começou a publicar vídeos no YouTube em 2015 e fez sucesso na plataforma com suas séries e a personagem icônica Natty Hills. Utiliza o YouTube como um espaço para experimentar novos formatos artísticos e divulgar o seu trabalho.
Em 2016, lançou sua primeira série chamada It's Cool, em parceria com a emissora TBS Brasil, tendo em sua primeira temporada apenas 9 episódios. A série foi bem aclamada pela crítica.
Em agosto de 2018, lançou sua segunda série chamada Queens of Brazil, também em parceria com o canal TBS Brasil. A trama teve início após o Impeachment no Brasil e, na sequência, um fictício pedido de restauração da monarquia foi apresentado e, para a surpresa de todos, aprovado. A história se desenvolveu ao longo de 20 episódios, que foram exibidos no canal. A série foi protagonizada pela sua personagem Natty e por Roberta, personagem interpretada por Victor Meyniel. Sua personagem mais conhecida é Natty.
No mesmo ano, lançou o single "Fada do Amor", cantado pela personagem. O clipe foi lançado no YouTube, e dias depois a música ficou disponível nas plataformas digitais.
Em julho de 2019, lançou outro single chamado "Touro", cantado pelo fantoche da personagem.
Em fevereiro de 2020 iniciou a série Big Pobre Brasil, também exibida semanalmente em seu canal e que conta com 6 episódios. Em março do mesmo ano, lançou o single "Só Meu Brilho Prevalece".

## Filmografia

### Televisão
| Ano  | Título                           | Personagem  | Função                     |
| ---- | -------------------------------- | ----------- | -------------------------- |
| 2014 | Kimassacre                       | Reinaldo    | Ator, diretor e roteirista |
| 2016 | It's Cool - Uma Escola Descolada | Natty Hills | Ator, diretor e roteirista |
| 2018 | Queens of Brazil                 | Natty Hills | Ator, diretor e roteirista |
| 2020 | Big Pobre Brasil                 | Natty Hills | Apresentador               |